# Pensées sur l'interprétation de la nature
Les Pensées sur l'interprétation de la nature est un essai de Denis Diderot publié anonymement et sans adresse en 1753 sous le titre De l'interprétation de la nature. Le texte est rapidement réédité, remanié, au printemps 1754, sous le titre définitif.

## Contenu
Le texte se présente sous la forme d'un recueil de 58 pensées que l'on peut répartir en deux groupes - bien que ces deux groupes ne soient pas identifiés comme tels dans le texte.
L'un reprend des réflexions sur le raisonnement, la démarche scientifique — en partie inspirées du Novum Organum (1620) de Francis Bacon ; l'autre reprend des réflexions philosophiques et des idées scientifiques (conjectures) sur les considérations scientifiques du temps, comme l'électricité, par exemple.
Dans une époque où les découvertes bouleversent fortement l'ordre scientifique établi des décennies antérieures, Diderot invite à observer les phénomènes de façon méthodique, selon les principes de la physique expérimentale, et à s'interroger sur la manière de les interpréter.

La réflexion de Diderot a été provoquée par la lecture d'un ouvrage de Maupertuis, Dissertatio de universali naturae systemate (1751) qui lui ouvre de nouvelles perspectives sur le phénomène du vivant. Il se détache du déisme qui animait encore son ouvrage Pensées philosophiques (1746) et opte pour une approche purement scientifique visant à expliquer le comment : 

« Le physicien, dont la profession est d’instruire et non d’édifier, abandonnera donc le pourquoi, et ne s’occupera que du comment. Le comment se tire des êtres ; le pourquoi, de notre entendement ; il tient à nos systèmes ; il dépend du progrès de nos connaissances. »

| Première partie  | Aux jeunes gens qui se disposent à l'étude de la philosophie naturelle. |
| I bis XXIII      | "Sections"                                                              |
| XXIV             | Esquisse de la physique expérimentale.                                  |
| XXV bis XXXI     | "Sections"                                                              |
| XXXII bis XXXVII | Exemples (Conjectures de I à VII).                                      |
| XXXVIII bis L    | "Sections"                                                              |
| LI               | De l'impulsion d'une sensation.                                         |
| LII              | Des instruments et des mesures.                                         |
| LIII             | "Section"                                                               |
| LIV              | De la distinction des objets.                                           |
| LV               | Des obstacles.                                                          |
| LVI a            | Des causes.                                                             |
| LVI b            | Des causes finales.                                                     |
| LVII             | De quelques préjugés.                                                   |
| LVIII            | Questions.                                                              |
|                  | Prière.                                                                 |

## Éditions
- 1753.
- Plusieurs éditions datées de 1754, en ligne.
- 2005, GF Flammarion  (ISBN 2-08-071188-1), avec introduction, notes, bibliographie et chronologie de Colas Duflo, 244 p[4].